# 李承福
李 承福（イ・スンボク、1959年12月9日 - 1968年12月9日）は、韓国江原道で北朝鮮の武装工作員に殺害された少年で、韓国においては反共主義のシンボル的存在として知られる。

## 事件
李承福は、父の李錫雨（当時32）と母の周大河（当時32）、祖母のカン・スンギル、兄の學官（当時14）と弟の承秀（当時7）、妹の承子（当時5）の7人家族で、江原道平昌郡珍富面（現在の龍坪面）で生まれ、1967年3月から束沙（ソクサ）国民学校桂芳（ケバン）分教場（現在の初等学校。日本の小学校に相当）に通っていた。
1968年11月、北朝鮮の武装工作員部隊120名は対南工作としての拠点と内通者を作るべく、江原道の東海岸の町三陟の海岸から韓国に侵入した（「蔚珍・三陟事件」）。当時の韓国大統領はクーデターで政権を掌握した朴正煕であり、圧政に疲弊した民衆は北側の宣伝に呼応するだろうとの北の目論見があった。
12月9日（奇しくも承福の誕生日であった）の夜、韓国軍に追われた武装工作員達は承福の家に押し入った。この時、父と祖母は近所の引っ越しの手伝いで留守だった。武装工作員達は一家を監禁、北の主張と共産主義思想を強引に説いた。そして、武装工作員は一家に「北が良いか、南が良いか」と問い質した。これに対する承福の答えは「僕は共産党が嫌いです」だった。
これに激昂した武装工作員達は、一家の殺害を決意。一家はめった刺しにされ、あるいは石でめった打ちにされた。特に承福は（悪言を吐いた）その口を刃物で裂き切られた。
惨劇の最中に帰宅した父は、武装工作員達の反撃にあいながら近くの軍部隊に助けを求めたが、応援に駆けつけた時は既に事潰えた後だった。この事件で承福と母、幼い弟と妹の4人が犠牲となり、承福の兄は重傷を負ったものの一命を取りとめた。
生き残った承福の兄の証言を元に、朝鮮日報は事件現場の惨劇な写真と共に事件の顛末を大々的に報じ、韓国内を震撼させた。
同時に、命を賭しても共産主義に立ちはだかった承福の態度は「反共の鑑」として宣伝の材料となった。冷戦下の当時、対共産圏の最前線だった韓国ではこの事件を小学校の道徳の教科書に取り上げ、韓国各地の学校に承福の銅像を建てるなど、承福を「勇敢な愛国少年」として反共主義のシンボルに祭り上げた。小学校では北朝鮮の残忍さを強調するため、教師たちが承福が殺害される様子を生々しく語ったという。

## 名誉毀損裁判
1992年秋、当時記者協会の革新系記者であった金鍾培が韓国の雑誌「ジャーナリズム」秋号に「李承福事件は捏造である」との記事を寄稿した。記事では、朝鮮日報が承福の兄の名前を誤って掲載したこと、承福の口が裂かれていなかったとの住民の証言があること、などを根拠として事件は「朝鮮日報の作文である」と批判した。当時は朴正煕大統領の軍事独裁下にあり報道が規制されており、国家を反共で纏め上げるために事件をでっち上げた、という主張であった。
1998年11月、朝鮮日報は当時全国言論労働組合機関誌「メディアトゥデイ」局長となっていた金鍾培と言論改革市民連帯事務総長の金周彦の二人を名誉毀損で刑事告訴、1999年7月にソウル地方検察庁は二人を在宅のまま起訴した。2002年、一審で二人にそれぞれ懲役6ヶ月と10ヶ月の有罪判決を言い渡した。2004年10月28日、ソウル地方裁判所の控訴審判決で、「報道の自由は容認されるべき」とする一方で、「（朝鮮日報の）記事は事実に基づいている」として、李承福事件を「事実」と認定した（二人の被告人はそれぞれ執行猶予つきの懲役刑と無罪となった）。2006年11月24日、大法院（最高裁判所）は二審判決を支持、事件を事実と認定した判決が最終確定した。
しかし、民主化や南北融和の流れにより、韓国の学校教育の場で承福事件が取り上げられる事が減り、若い世代を中心に「事件は捏造」と考える国民が増えるといった影響が出たという。1997年には道徳の教科書から記述が削除された。また、各学校に建てられていた銅像も多くが撤去された。

## その後
1999年から毎年12月9日、栄冠将校連合会が平昌郡の墓地にて慰霊祭を行っている。2009年には工作員の生き残りの一人であるギムイクプン元中尉も参加した。
祖母と父は家族が惨殺されたショックから精神疾患を患い、祖母は1980年に老衰で、父は2014年8月24日に肺水腫と急性腎不全で死去した。

## 李承福記念館
1975年10月、大関嶺に「李承福反共館」が開館し、1982年、承福の生家付近に移転。その際に「李承福記念館」と改称した。敷地内には承福が通っていた束沙国民学校桂芳分教場の校舎もある。